# آنکارانگونا
آنکارانگونا (به لاتین: Ankarangona) یک منطقهٔ مسکونی در ماداگاسکار است که در آنتسینانا دوم واقع شده‌است. آنکارانگونا ۵٬۶۱۰ نفر جمعیت دارد و ۷۰ متر بالاتر از سطح دریا واقع شده‌است.